# GGA3
GGA3‏ (Golgi associated, gamma adaptin ear containing, ARF binding protein 3) هوَ بروتين يُشَفر بواسطة جين GGA3 في الإنسان.